# 捷臣
捷臣爵士（英語： QC；1896年5月14日—1952年9月21日），英國大律師、法官，20世紀40年代曾任巴勒斯坦託管地律政司及香港正按察司。

## 早年
捷臣籍貫英格蘭高雲地利，在英皇亨利八世學校接受教育，後獲倫敦大學法學學士學位。

## 馬來亞
捷臣於1920年加入馬來亞公務員事務局，並在英屬馬來亞任職，1937年卸任。他曾擔任派駐檳城的官員，以及馬來亞檢察官及助理法律顧問。在馬來亞工作期間，他修讀法律，於1930年獲格雷律師學院認許為大律師。

## 法律職業
1937年，捷臣加入藩政法律事務局，於1940年獲委任為千里達島律政司。1942年，他獲認許為千里達島御用大律師。
1944年，捷臣獲委任為巴勒斯坦託管地律政司。
1948年，白樂高被調往非洲後，捷臣獲委任為香港正按察司。同年，捷臣獲冊封為爵士。
1950年，捷臣返回英國，獲委任為外交部非洲領土管理局法律顧問。1951年，他獲委任為理藩部及英聯邦關係部的助理法律顧問。

## 逝世
捷臣於1952年9月21日在舒梨郡哥達明逝世。